# カダケス
カダケス（カタルーニャ語: Cadaqués）は、スペイン・カタルーニャ州ジローナ県のムニシピ（基礎自治体）。アルト・アンプルダーに属する。スペイン本土では最東端のクレウス岬半島近郊の湾に位置する。

## 歴史
元々の地名は、カプ・デ・ケルス（Cap de Quers）またはカプ・ダケス（Cap d'Aques）で、岩の岬を意味していた。
伝統的にカダケスは漁村として知られており、16世紀以降は特に有名であった。19世紀には製塩が盛んになったが、現在工場は残っていない。専らカダケスの経済はアンチョビ水揚げで成り立っていた。
やがて、周囲から隔絶している土地柄が芸術家や観光客を惹きつけ、20世紀初頭から観光客が集まり始め、手つかずの漁村の風景が維持されるようになる。1905年以降は、バルセロナ、フィゲーラス、ジローナなどの近郊都市から、人々が保養に訪れるようになった。
画家のサルバドール・ダリは別荘をカダケスに所有しており、夏季には家族とともに同地を訪れ、詩人のフェデリコ・ガルシア・ロルカも学生時代にそこを訪問している。戦時中、ダリはニューヨークで暮らしたが、1948年に帰国しカダケスの入り江のひとつポルト・リガトに移り住んだ。他にもパブロ・ピカソ、ジョアン・ミロ、モーリス・ボワトル、マルセル・デュシャンなどが同地に魅せられている。
1956年には低温の影響でオリーブ栽培が中止されたが、今日、オリーブ林はクレウス岬自然公園内の（自然公園は自治体の重要な部分を占める）運営可能な事業とされており、防火林の役割も果たしている。

## 人口
| カダケスの人口推移 1900－2010                           |
|                                                         |
| 出典:INE（スペイン国立統計局）1900年 - 1991年、1996年 - |

## 名所・観光
- サルバドール・ダリ美術館
- 旧市街とサンタ・マリーア教会
- カダケス国際音楽フェスティバル
- クレウス岬自然公園
- カダケス美術館